# João Vieira
João Paulo Garcia Vieira (Portimão, 20 febbraio 1976) è un marciatore portoghese.

## Biografia
In carriera ha conquistato una medaglia di bronzo e una d'argento nella 20 km di marcia in due campionati europei consecutivi (rispettivamente Göteborg 2006 e Barcellona 2010). Ha partecipato per due volte ai Giochi olimpici sulla distanza sempre dei 20 chilometri classificandosi decimo ad Atene 2004 e trentaduesimo a Pechino 2008.
Nel 2009 è arrivato decimo ai Mondiali di Berlino.
Si è laureato per sei volte campione nazionale indoor sui 5000 metri (2001, 2003, 2005, 2006, 2008, 2009), per una volta sui 20000 metri all'aperto (2003), una volta sui 20 chilometri (2009) e due volte sui 50 (2004, 2008).
È fratello gemello di Sérgio Vieira, anche lui marciatore.

## Palmarès
| Anno | Manifestazione  | Sede           | Evento       | Risultato | Prestazione | Note                                     |
| ---- | --------------- | -------------- | ------------ | --------- | ----------- | ---------------------------------------- |
| 2006 | Europei         | Göteborg       | Marcia 20 km | Bronzo    | 1h20'09"    | Record nazionale                         |
| 2007 | Mondiali        | Osaka          | Marcia 20 km | 25º       | 1h27'44"    |                                          |
| 2008 | Giochi olimpici | Pechino        | Marcia 20 km | 32º       | 1h25'05"    |                                          |
| 2009 | Mondiali        | Berlino        | Marcia 20 km | 9º        | 1h21'43"    | Miglior prestazione personale stagionale |
| 2010 | Europei         | Barcellona     | Marcia 20 km | Argento   | 1h20'49"    | Miglior prestazione personale stagionale |
| 2011 | Mondiali        | Taegu          | Marcia 20 km | 11º       | 1h23'26"    |                                          |
| 2012 | Giochi olimpici | Londra         | Marcia 20 km | 11º       | 1h20'41"    | Miglior prestazione personale stagionale |
| 2013 | Mondiali        | Mosca          | Marcia 20 km | Bronzo    | 1h22'05"    |                                          |
| 2014 | Europei         | Zurigo         | Marcia 20 km | dnf       | dnf         |                                          |
| 2015 | Mondiali        | Pechino        | Marcia 20 km | 37º       | 1h25'49"    |                                          |
| 2016 | Giochi olimpici | Rio de Janeiro | Marcia 50 km | dnf       | dnf         |                                          |
| 2018 | Europei         | Berlino        | Marcia 50 km | dnf       | dnf         |                                          |
| 2019 | Mondiali        | Doha           | Marcia 50 km | Argento   | 4h04'59"    |                                          |
| 2021 | Giochi olimpici | Tokyo          | Marcia 50 km | 5º        | 3h51'28"    | Miglior prestazione personale stagionale |
| 2022 | Mondiali        | Eugene         | Marcia 35 km | dnf       | dnf         |                                          |
| 2022 | Europei         | Monaco         | Marcia 20 km | dns       | dns         |                                          |
| 2023 | Mondiali        | Budapest       | Marcia 20 km | 33º       | 1h23"37"    |                                          |
| 2023 | Mondiali        | Budapest       | Marcia 35 km | dnf       | dnf         |                                          |